# Юзеф Третяк
Ю́зеф Тре́тяк (пол. Józef Tretiak; 1841–1923) — польський літературознавець та історик.

## Коротка біографія
Народився у с. Малі Біскупичі (тепер у складі Нововолинська, Західна Волинь) у родині з дрібної шляхти українського походження.
Закінчив Київський і Львівський університети, викладав у середніх школах Львова і Кракова.
З 1891 р. — викладач Яґеллонського університету в Кракові
1894—1911 — професор історії української (руської) літератури.
Член Польської академія наук (з 1888 р.).
Праці про Адама Міцкевича, Юліуша Словацького, Юзефа Богдана Залєського (Bohdan Zaleski, т. 1—3, 1911—1914; в ній чимало укр. матеріалу), нарис Dawna poezja ruska (1918); інші праці з деяким укр. змістом: Piotr Skarga w dziejach literatiury Unii Brzeskiei (1912), Historia wojny chocimskiej (1921).
Для українців став видатним завдяки монографії «Історія Хотинської війни (1621)». Автор цієї праці виходив із того, що причиною воєнного конфлікту, який спалахнув у 1620 р. між Османською імперією та Річчю Посполитою, стали, по-перше, морські походи запорожців проти турків, по-друге — та обставина, що султанський престол посів Осман II, запальний і нерозважливий юнак, який ненавидів козаків та мріяв стати визначним полководцем. Також, на противагу думці більшості польських істориків, Ю. Третяк не був схильний перебільшувати роль подій, пов'язаних із втручанням польських магнатів у 1612 та 1615 pp. у боротьбу за молдавський трон, як фактора, що небезпечно загострив польсько-турецькі відносини. Третяк вважав, що похід С. Жолкевського у Молдавію став логічним кроком польської влади, яка ще у червні 1620 р. переконалася, що війни з турками не уникнути. Він розробив пояснювальну схему того, чому запорожці не взяли участь у Цецорській битві (пізніше цією схемою скористався, зокрема, М. Грушевський). Згідно з нею, Станіслав Жолкевський не міг правильно зорієнтуватись у питанні про залучення козацького війська у свій молдавський похід, оскільки на той час у Війську Запорозькому було, мовляв, два гетьмани — виразник інтересів старшини Петро Сагайдачний, який дотримувався умов Роставицької угоди 1619 p., а також ватажок «черні» Яків Бородавка, котрий був проти цієї угоди. За твердженням Ю. Третяка, польське військо принаймні втричі поступалося супротивнику за своєю чисельністю.